# معناشناسی واژگانی

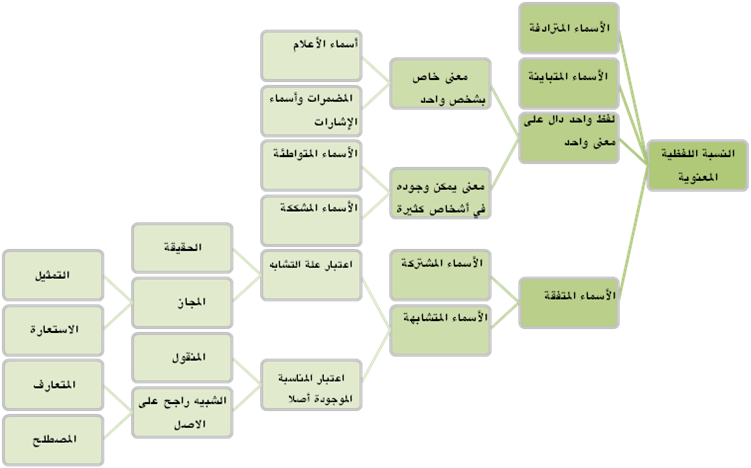
نسبت الفاظ به معانی از نظر طوسی

معناشناسی واژگانی به مطالعهٔ معنای واژه‌ها می‌پردازد. معنی‌شناسی ساختگرا و معنی‌شناسی شناختی از جمله نظریه‌های مطرح در این حوزه هستند. در مقابل این رویکرد معنی‌شناسی‌های جمله قرار دارند که عموماً تحت تأثیر نظریه‌های فلسفی و خصوصاً منطق جدید هستند.